# Велосипедная рама
Велосипедная рама — основная часть велосипеда, к которой крепится велосипедное оборудование.
В конструкции переднего треугольника рам классических конструкций могут быть предусмотрены шарниры и разъёмы для устройства амортизатора.
Существуют рамы без верхней трубы или с верхней трубой, идущей рядом с нижней. Этот вариант рамы традиционно называется женским. На такой велосипед можно сесть в юбке, не нарушая приличий, что было немаловажно в начале XX века.
Также, можно выделить рамы специального назначения и для экспериментальных велосипедов (например, для лигерадов, которые используются для передвижения в положении лёжа), а также рамы детских велосипедов.

## Конструктивные части рам

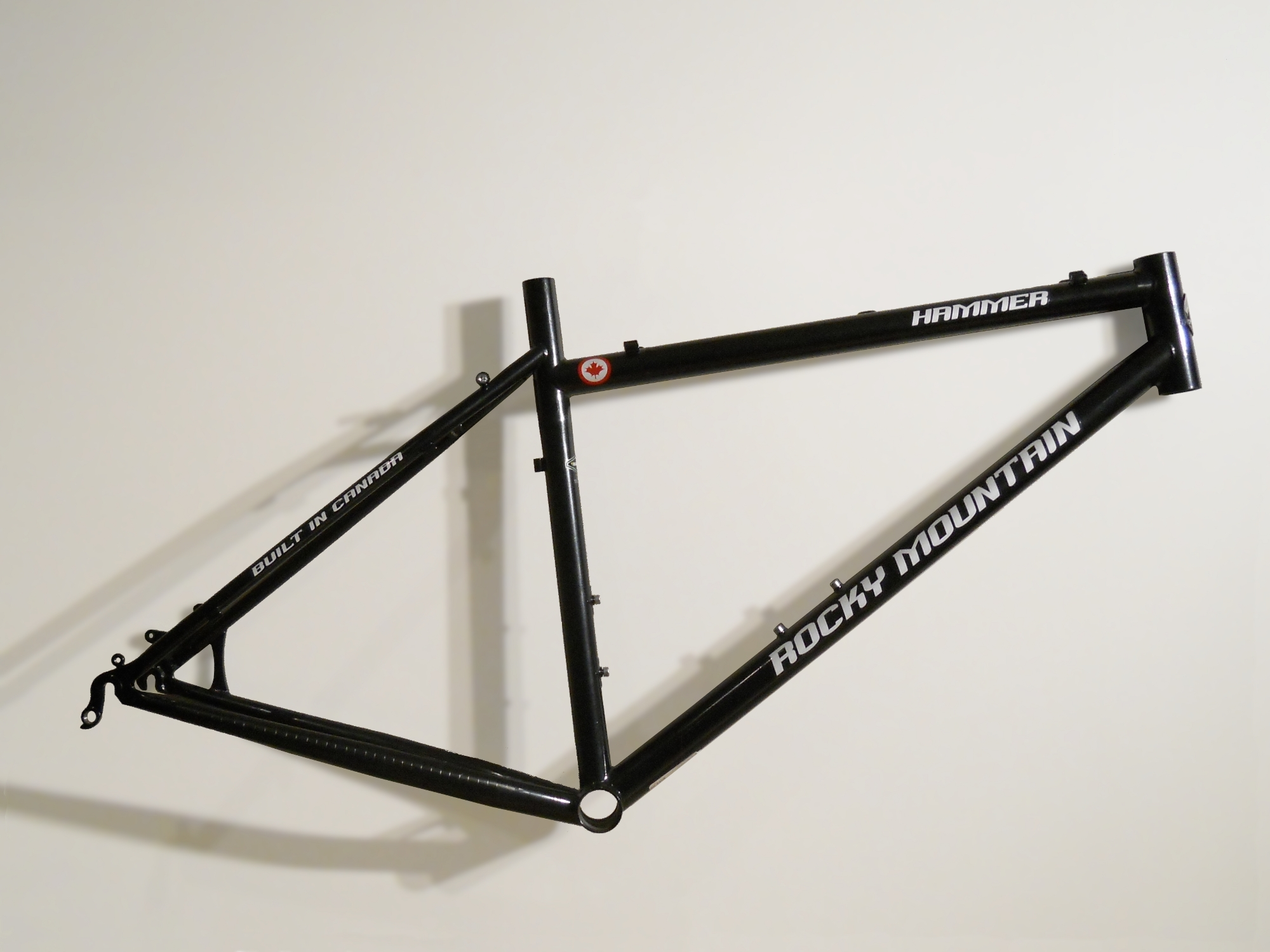
Жёсткая (hardtail) велосипедная рама

Велосипедная рама, как правило, сварена из профилей, образующих два так называемых треугольника — передний и задний.

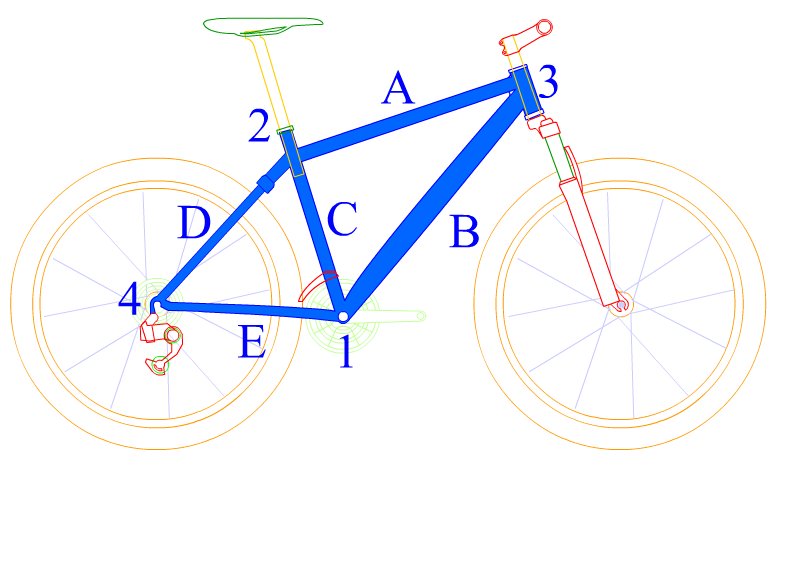
Конструкция велосипедной рамы:
A — верхняя труба;
B — нижняя труба;
С — подседельная труба;
D — верхние перья заднего треугольника;
E — нижние перья заднего треугольника;
1 — каретка;
2 — место соединения подседельной трубы с подседельным штырём;
3 — рулевой стакан;
4 — кронштейны крепления втулки заднего колеса («дропауты» от dropout).

Передний треугольник образован «подседельной трубой», соединяющей седло и каретку; «нижней трубой», соединяющей каретку с «рулевой трубой» («стаканом»); и «верхней трубой», соединяющей «рулевую трубу» с «подседельной трубой».
Задний треугольник образован двумя парами труб. Верхняя пара идёт от «подседельной трубы» к кронштейнам крепления втулки заднего колеса («дропауты» от англ. dropout; drop — выпадать, out — наружу). Нижняя пара идёт от каретки. Чаще эти пары называют «перьями».

### Рулевая труба
Существует несколько стандартных диаметров рулевых труб, но самые популярные 1 дюйм — для дорожных велосипедов, 1⅛ дюйма для горных велосипедов. На некоторых горных и шоссейных велосипедах используют коническую рулевую трубу с переходным диаметром: 1½" в нижней части и 1⅛" в верхней. Такие трубы обладают большей торсионной жёсткостью.
| Диаметр трубы вилки | Стандарт                              | Номинальный диаметр рулевой трубы рамы |
| ------------------- | ------------------------------------- | -------------------------------------- |
| 1"/25,4 мм          | 1" JIS                                | 28,8 мм                                |
| 1"/25,4 мм          | 1" ISO                                | 30,0 мм                                |
| 1"/25,4 мм          | 1" BMX/OPC                            | 32,5 мм                                |
| 1⅛"/28,6 мм         | 1⅛" standard, threaded and threadless | 33,8 мм                                |
| 1⅛"/28,6 мм         | IS 1⅛" integrated 45×36               | 41,1 мм                                |
| 1⅛"/28,6 мм         | Campagnolo «Hiddenset» 45×45          | 41,9 мм                                |
| 1⅛"/28,6 мм         | Zero Stack/ Internal                  | 43,9 мм                                |
| 1¼"/31,75 мм        | 1¼" standard                          | 36,8 мм                                |
| 1,5"/ 38,1 мм       | 1,5" standard                         | 49,6 мм                                |

### Кареточный узел
Каретка — совокупность вала и подшипников для установки системы ведущих звёзд. Трубы для установки кареток могут быть разных размеров и конструкций:
- Английская каретка с резьбой BSA, диаметр 34 мм[3]. От каретки "Italian" которую используют в bmx отличается тем, что ведущая (правая) чашка имеет левую резьбу[источник не указан 2291 день]
- PressFit каретка. Чашки с подшипниками не имеют резьбы и запрессовываются прямо в раму. Диаметр от 41 до 46 мм
- BB каретки. Вместо чашки с подшипником в раму напрямую запрессовывают подшипник. Посадочные размеры могут пересекаться с PressFit [4]
- Эксцентриковый кареточный узел (англ. eccentric bottom bracket) позволяет натягивать цепь (ремень) на односкоростных велосипедах («синглспидах») и велосипедах с планетарными втулками.

### Тип тормозной системы
Рама может поддерживать как один стандарт тормозной системы, так несколько одновременно. Например, часто можно встретить рамы с креплением для дискового тормоза и для тормоза типа V-brake.

### «Дропауты»

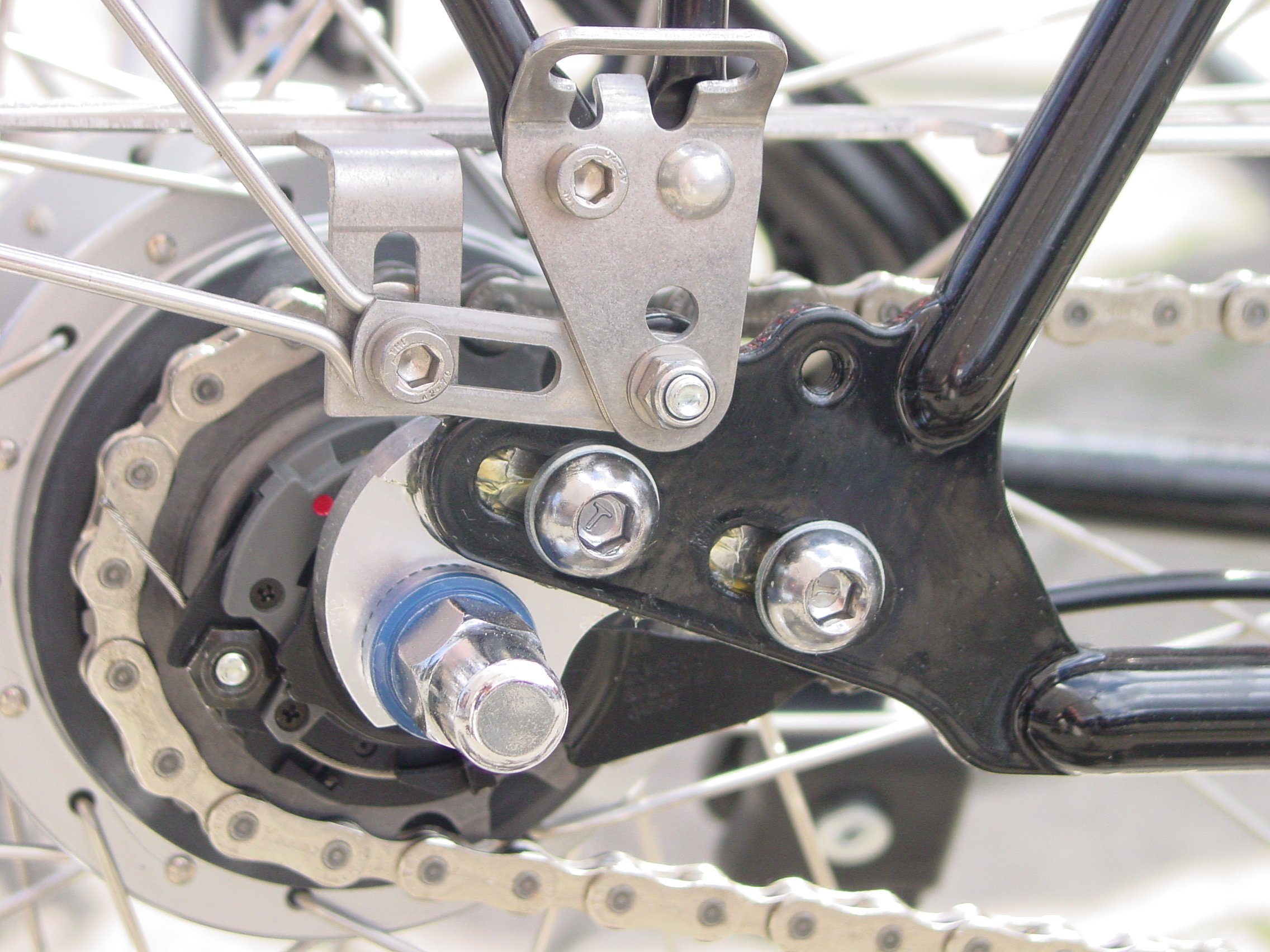
Подвижные (вертикальные регулируемые) кронштейны на велосипеде с планетарной втулкой

Кронштейны крепления втулки заднего колеса («дропауты» от англ. dropout) бывают следующих типов:
- вертикальные
- горизонтальные (наклонные)
- подвижные (вертикальные регулируемые).

Вертикальные кронштейны обеспечивают точную и быструю посадку колеса, используются совместно с задними переключателями-натяжителями.
Горизонтальные кронштейны позволяют натянуть цепь на односкоростных велосипедах и на велосипедах с планетарными втулками. Недостатком является то, что при достаточно сильном усилии ось колеса может сместиться. Поэтому вместе с горизонтальными кронштейнами. как правило, используют фиксаторы оси (англ. Chain Tugs).
Регулируемые кронштейны могут поставляться с отверстием для установки заднего переключателя или без него. В любом случае кронштейны можно заменить на аналогичные с креплением переключателя. Ключевые особенности регулируемых кронштейнов крепления заднего колеса:
1. возможность сделать односкоростной велосипед («синглспид»)
2. возможность заменять «дропауты»
3. возможность изменять базу велосипеда в небольшом диапазоне.

### Подседельный хомут
Подседельный хомут — соединительная скоба, зажимающая подседельный штырь в подседельной трубе. Рама может комплектоваться подседельным хомутом при продаже. Разрез в раме для подседельного хомута в последнее время делают спереди. Это уменьшает его загрязняемость, но при этом нет возможности поставить хомут для крепления замка, прикрепить к хомуту крепления для груза на багажнике или задний фонарь. Поэтому, если планируется установка «крыльев» колеса, то рама с задним разрезом расширит выбор подседельного хомута.

### Подвеска

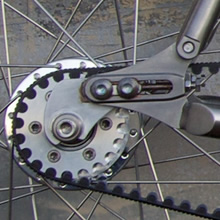
Рама с разъёмным задним треугольником (для установки ремня) и регулируемыми кронштейнами («дропаутами»)

Рамы с жёсткой задней подвеской (англ. hardtail) являются одним из самых распространённых типов рам. Они относительно просты в конструкции и изготовлении, что обуславливает их невысокую стоимость и распространение.
Рамы с упругой задней подвеской более сложные, тяжёлые и дорогие по сравнению с жёсткими рамами.
Упругим элементом подвески может быть пружина, или пневматическая система, гасящим — эластомер, масляный картридж и другое.

### Крепления для багажника и крыльев
В идеале над «дропаутами» должно быть по два отверстия. Одно для крепления багажника, второе для крепления заднего крыла. Для крепления багажника также должны быть отверстия на верхних перьях заднего треугольника. Багажник и крылья можно прикрутить к одной паре отверстий, используя специальные кронштейны или хомуты.

### Другие конструктивные особенности
Одним из важных параметров рам, является максимальный размер покрышки, который можно установить в раму. Велосипеды с рамами которые позволяют устанавливать покрышки шириной более трёх дюймов, называются фэтбайками (англ. «fatbikes»).
Для установки ременного привода у рамы должна быть предусмотрена возможность раскрывать задний треугольник.

## Геометрия рамы

Геометрия велосипедной рамы
A — актуальная (эффективная) длина верхней трубы;
B — длина верхней трубы;
C — длина верхнего пера заднего треугольника;
D — высота рулевого стакана;
E — длина нижнего пера заднего треугольника;
F — длина нижней трубы;
G — эффективная высота седла;
H — размер рамы;
K — высота верхней трубы;
L — угол наклона подседельной трубы;
M — угол наклона рулевого стакана.

Особенно сильно на поведение велосипеда влияет геометрия рамы. Основные элементы, определяющие реакцию рамы на внешние воздействия:
- Эффективная длина верхней трубы. Расстояние между центрами рулевой колонки и подседельного штыря (на рисунке — A). Длинная верхняя труба даёт большую «стабильность» и меньшую манёвренность велосипеда.
- Рулевой угол. Угол между рулевой колонкой и линией, параллельной земле (на рисунке — M). Большой угол (близкий к вертикали) обеспечивает лучшую манёвренность велосипеда.
- Подседельный угол. Угол между подседельной трубой и линией, параллельной земле (на рисунке — L). При малых углах (большой наклон трубы назад) вес велосипедиста смещается назад — обеспечивая лучшее сцепление с поверхностью, при более вертикальных углах — вес гонщика перемещается вперёд, обеспечивает лучшую посадку для силового педалирования.
- Колёсная база. Расстояние между передней и задней осями колёс, горизонтальная линия. Увеличенная база дает большую стабильность и меньшую манёвренность велосипеда.
- Длина задних перьев. Расстояние между кареткой и осью задней втулки, горизонтальная линия. Меньшие задние перья рамы обеспечивают лучшее сцепление заднего колеса с поверхностью почвы и большую манёвренность велосипеда. Обычно длина задних перьев минимальна, насколько это возможно — для увеличения жёсткости и прочности рамы.
- Высота каретки (зазор, дорожный просвет). Расстояние между кареткой велосипеда и поверхностью почвы. Увеличение зазора — уменьшает стабильность велосипеда, но при этом увеличивается проходимость и наоборот. У шоссейных велосипедов каретка находится ниже, чем у горных.
- Длина выноса. Расстояние от центра рулевой колонки до руля, горизонтальная линия. Длина выноса оказывает существенное влияние на манёвренность велосипеда и посадку велосипедиста.

## Размеры велосипедных рам
Хотя наиболее характерным параметром рамы является актуальная (эффективная) длина верхней трубы, которая определяет расстояние от седла до руля, принято определять размер рамы по длине подседельной трубы (жарг. ростовка). Всё же, важно понимать, что геометрия рамы может быть произвольной и у рам с одинаковой актуальной (эффективной) длиной могут быть разные размеры. Для быстрого определения длины рамы нужно упереть локоть в «нос» седла, а руку положить на вынос руля. Пальцы должны лечь на крышку выноса руля.
Размер рамы зависит от роста человека, люди маленького роста нуждаются в меньших рамах. Размер рамы измеряется двумя способами — С-С, от оси каретки (педалей) до осевой линии верхней трубы (только для рам классической конструкции); и С-Т, от оси каретки до верхнего среза подседельной трубы. Традиционно, размер рамы шоссейных велосипедов измеряется в сантиметрах или миллиметрах, а размер гибридных и горных велосипедов — в дюймах.
| Рост человека, см | Размер рамы, дюймы | Размер рамы, буквенный код |
| ----------------- | ------------------ | -------------------------- |
| 152—157           | 14"                | XS                         |
| 157—162           | 15"                | XS                         |
| 162—167           | 16″                | S                          |
| 167—172           | 17"                | S                          |
| 172—177           | 18"                | M                          |
| 177—182           | 19"                | M                          |
| 182—187           | 20"                | L                          |
| 187—192           | 21"                | L                          |
| 192 и более       | 22″                | (XL)                       |

При выборе велосипеда для экстремальных дисциплин (трюковое катание по городу, скоростной спуск и другие) обычно берутся рамы меньшего размера, что позволяет увеличить манёвренность велосипеда при прыжках и исполнении различных трюков.
От общей длины рамы и угла рулевого стакана зависит база велосипеда.

## Материалы для изготовления велосипедных рам

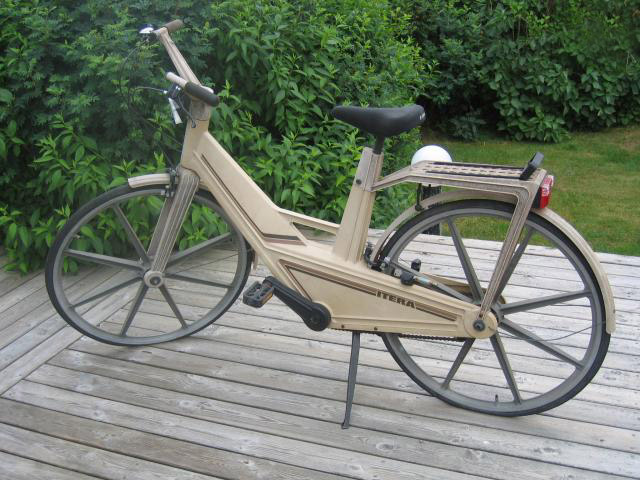
Пластиковый велосипед Itera начала 1980-х гг.

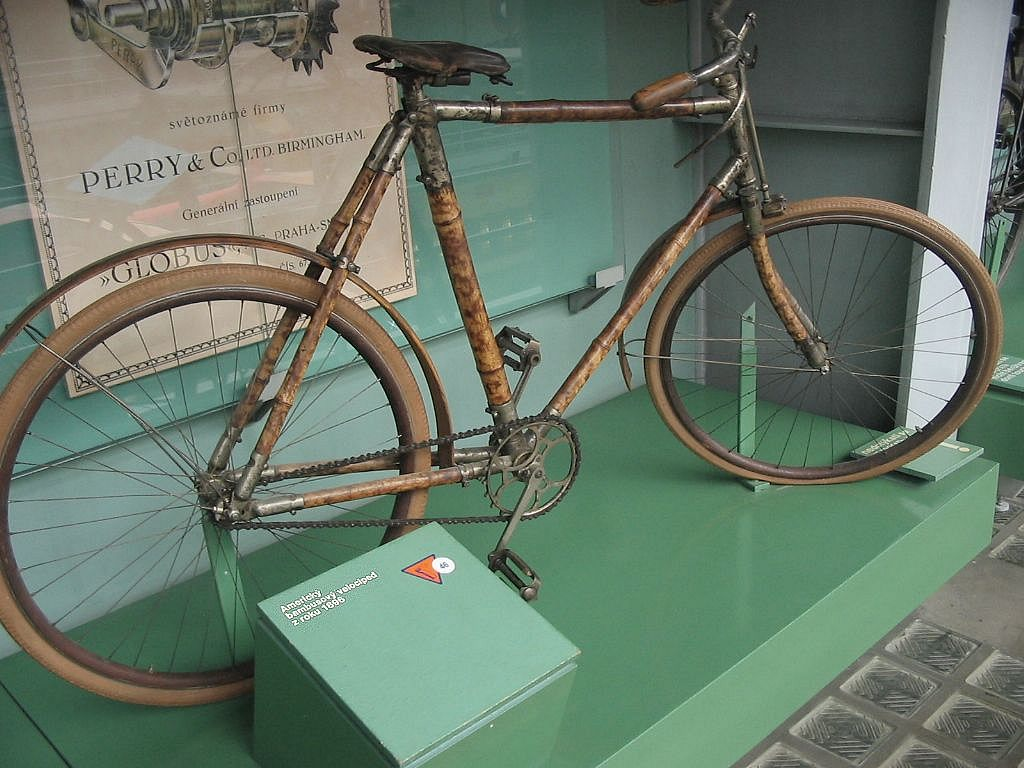
Бамбуковая велосипедная рама (1896)

Трубы для изготовления рам могут быть как круглого, так и иного сечения. Наиболее дорогие рамы изготавливают из труб с переменной толщиной стенок (такая технология имеет название «баттинг»)
Материалом для изготовления велосипедных рам служат легированные стали (чаще хромомолибден — CrMo), различные алюминиевые, титановые сплавы, а также углепластик («карбон») и материалов.

### Сталь
Легированная сталь характеризуется высоким запасом прочности и сопротивлением к усталостным нагрузкам, но большим весом. В настоящее время наиболее широко используются хром-молибденовые стали (в частности сплав CrMo 4130, он же 30ХМА по отечественной маркировке).
Преимущества хромомолибденовых рам:
- высокая прочность;
- высокая надёжность;
- более высокая упругость;
- более ремонтопригодны, по сравнению с другими типами рам;
- обладают хорошими усталостными характеристиками, следовательно очень долговечны;
- Низкий порог хладноломкости.

Недостатки хромомолибденовых рам:
- относительно большой вес;
- подвержена коррозии.

Из-за высокой упругости, надёжности и ремонтопригодности хроммолибденовые рамы часто используют для туристических велосипедов.

### Титан
Титановые сплавы используются в дорогих рамах.
К достоинствам титановых рам можно отнести:
- титан имеет высокую удельную прочность (в 3 раза выше чем у стали и в 2 раза выше чем у алюминия), позволяя конструировать очень лёгкие рамы (менее 1,4 кг для шоссейных велосипедов);
- стоек к коррозии;
- очень высокая упругость (титановые рамы очень комфортны)
- Высокие диапазоны эксплуатационных температур;
- Хорошие усталостные характеристики.[источник не указан 4394 дня]

Недостатки:
- высокая цена;
- низкая технологичность и высокие требования к технологии производства.

### Алюминий
С 1980-х годов популярность приобретают рамы из свариваемых алюминиевых сплавов. Они дешёвы в изготовлении, лёгки, имеют хорошую коррозионную стойкость, технологичны. Алюминиевые рамы имеют приблизительно такой же вес, что и титановые, но обладают большей жёсткостью. Однако, применяемые сплавы имеют неудовлетворительные усталостные характеристики. Тем не менее, в настоящее время алюминий является наиболее популярным материалом для рам среднего ценового диапазона. Основные марки алюминиевых сплавов 7005, 6061.
Очень прочный алюминиевый сплав  7075 к сожалению практически не поддается сварке, так что рамы из него не делают. Но благодаря обработке на ЧПУ из него делают соединительные звенья и другие отдельные части. Впрочем, финский велосипедный бренд Polebicycles сделал целую раму из 7075 алюминия. Из брусов алюминия вытачивают крупные детали рамы, а потом скручивают их между собой. На одну раму, весом 2,5 кг уходит порядка 50 кг алюминия.
Иногда алюминиевые рамы легируют небольшими добавками скандия, который значительно повышает прочностные характеристики и позволяет снизить вес рамы.

### Углепластик
Углепластик, или «карбон», представляет собой композитный материал. Обладает достаточной прочностью, но при этом дорог в производстве. Перед запеканием, предварительно пропитанные специальной смолой лоскуты карбона, оборачивают вокруг надувного пенополистирольного каркаса, после чего помещают в пресс-форму для запекания рамы в печи. В среднем рама из карбона в 1.5-2 раза прочнее такой же алюминиевой рамы, при этом значительно легче. В качестве компромисса, иногда изготавливаются «гибридные» рамы. Они могут быть как с отдельными элементами из карбона (соединительные звенья) и основой из металлических сплавов, или же часть рамы (передний треугольник) изготавливают из карбона, а другую часть (задний треугольник) из алюминия. Полностью карбоновые рамы могут быть как классической конструкции, так и монококовой. Большинство современных велосипедов выше среднего уровня имеют карбоновые рамы. Карбоновые рамы обладают наименьшим весом по сравнению с рамами из других материалов при той же прочности.